# Salvador del Solar
Salvador del Solar, né le 1er mai 1970 à Lima, est un homme d'État péruvien, président du Conseil des ministres en 2019. Il est également acteur et a réalisé le film Magallanes.

## Filmographie
- 2015 : Magallanes
- 2024 : Ramón y Ramón